# Maróczy Géza
 Ez a cikk a sakkjátszmák algebrai lejegyzését alkalmazza.
Maróczy Géza, Maróczi Géza József (Szeged, 1870. március 3. – Budapest, 1951. május 29.) újságíró, szakvezető, sakknagymester, sakkolimpiai bajnok (1927, 1936), az Osztrák–Magyar Monarchia bajnoka (1900), magyar bajnok (1932), a Magyar Sakkszövetség elnöke (1911), három olimpián a magyar sakkválogatott kapitánya. Pályájának csúcsán a világ egyik legjobb sakkozója volt.
A Chessmetrics módszer teljesítményszámításai szerint 1904 októbere és 1907 márciusa között a világranglista élén állt. Ennek ellenére csak egyszer hívta ki a világbajnokot, 1906-ban, az Emanuel Lasker elleni mérkőzés azonban a helyszínként kijelölt Kuba politikai problémái miatt nem jött létre. Az 1906. októberre számított 2820-as Élő-pontszámával a sakkozók örökranglistáján ma is az első tízben állna. Magyar sakkozó ezt a pontszámot azóta sem tudta elérni. Aktív sakkozói pályafutása 1908-as befejezését követően, majd hosszú kényszerű külföldi távollét után állt a magyar válogatott rendelkezésére a sakkolimpiákon. Csapatkapitányként és első táblásként járult hozzá a magyar sakkválogatottnak az 1927-es első hivatalos sakkolimpián Londonban nyert aranyérméhez, az 1930-as hamburgi sakkolimpián elért második helyéhez és ezzel ezüstérméhez, valamint 1936-ban, 66 éves korában a müncheni nem hivatalos sakkolimpián nyert újabb aranyérméhez. 1932-ben magyar bajnokságot nyert. 1950-ben a Nemzetközi Sakkszövetség (FIDE) korábbi eredményei alapján nagymester címet adományozott neki.
1908-ban belépett a szociáldemokrata pártba, és a Tanácsköztársaság idején az Operaház és az államosított színházak intendánsa volt. E szerepvállalása miatt 1920–1927 között emigrációban élt. Ez idő alatt tanítványa volt a női sakkvilágbajnok Vera Menchik és az Aljechintől 1935–1937 között a világbajnoki címet elhódító Max Euwe is. Hazatérte után a Pesti Hírlap sakkrovatát vezette, sakkoktatóként működött, és a magyar sakkválogatott kapitánya volt. Közben megírta visszaemlékezéseit. Ekkor már csak kevés alkalommal versenyzett, de még mindig erős ellenfele volt bárkinek. 1951-ben hunyt el mint az Országos Társadalombiztosító Intézet igazgatója, sírja a Kerepesi temetőben védelem alatt áll.

## Életpályája
Szegeden, római katolikus szülőktől született. Apja Maróczy József műlakatos volt, édesanyja Valkovics Rozália. A keresztlevélen Geiza József néven szerepel. A Geiza név nem elírás volt, mert ez egy elfogadott és használt keresztnév volt akkoriban, később azonban a Géza forma rokonszenvesebb lett számukra. A szülői ház a nagy szegedi árvízben elpusztult. Négyen voltak testvérek, testvérei: József (1871–1946), Etelka (1880–1960) és Mária (1887–1910). Technikusnak készült, 1880–1889 között a piaristák szegedi gimnáziumában tanult, majd Zürichbe ment német tudása tökéletesítésére és műegyetemre, amelyet azonban abbahagyott, (egyes források szerint be sem iratkozott) és 1892-ben, hazatérte után a káposztásmegyeri vízművek építkezésének előkészítésében vett részt műszaki rajzolóként. 1903-ban fél évig a Budapesti Királyi Magyar Tudományegyetem hallgatója volt, és ettől az évtől 1908-ig mennyiségtan és mértan szakos tanárként működött a ferencvárosi községi polgári fiúiskolában a Knézich utcában. 1908-tól az Országos Munkásbetegsegélyző és Balesetbiztosító Pénztár Járadék Osztályának tisztviselője, ahol 1909-ben véglegesítették, 1913-tól első osztályú számvevőségi tanácsosként a járadék számvevőség vezetője, majd 1919-ig a Nyugdíj Osztály vezetője volt. A Tanácsköztársaság alatt az Operaház és az államosított színházak intendánsa, az úgynevezett „színházi direktórium”, a Színházakat Kommunizáló Bizottság négy szakosztályának közös gazdasági vezetője volt. E szerepvállalása miatt állásából elbocsátották, és egzisztenciális okokból 1920-ban elhagyta Magyarországot, Ausztriában, Németországban, Hollandiában, majd Angliában élt, ezt követően az USA-ban tett körutat. Külföldön töltött évei alatt félprofiként a sakkozásból élt. 1927-ben rehabilitálták, visszakapta nyugdíját, ezért hazatért. A Pesti Hírlap sakkrovatvezetője és a Magyar Sakkszövetség kapitánya lett.
Főszerkesztője volt a hetente megjelenő Magyar Sakkszemle (Billard és kártya) című lapnak (1902–1903), főmunkatársa a Magyar Sakk Lap című folyóiratnak (1905–1909), és 1917-ben a Magyar Sakkvilág főszerkesztője lett. 1905-ben az Andrássy Gyula vezette disszidenspárt képviseletében Szegeden elindult a képviselőválasztáson, a szavazás napján azonban visszalépett. 1908-ban belépett a szociáldemokrata pártba. 1917-ben az Otthon Kör tagja lett. Hosszú évekig a Budapesti Sakk-kör titkári, majd alelnöki tisztét töltötte be. 1911-ben a rövid életű első Magyar Sakkszövetség elnöke, majd 1921-ben és 1933-ban alelnöke, majd társelnöke, egyben szövetségi kapitánya volt.
Az 1920-as évektől élete végéig jó barátságban volt az 1935-ben világbajnoki címet szerző Max Euwével, aki kezdetben a tanítványa, majd tréningpartnere, és akinek az Aljechin elleni világbajnoki mérkőzésen a szekundánsa volt. Euwe több alkalommal látogatott hozzá Magyarországra is. A tanítómestere iránti tisztelete jeléül, akkor már mint a Nemzetközi Sakkszövetség elnöke megjelent a Debrecenben 1970-ben rendezett III. Maróczy Géza-emlékversenyen is. Angliai tartózkodása alatt tanítványa volt a későbbi női világbajnok Vera Menchik.
Felesége Mann Irén Magdolna (született Budapest, 1883. szeptember 4.), Mann Jakabnak, a szegedi bábaképző igazgatójának lánya volt, akivel 1904. január 23-án Szegeden a belvárosi templomban kötött házasságot. 1904-ben fia (György), 1906-ban lánya (Magdolna) született.
1951. május 29-én este 11 órakor hunyt el szívelégtelenség következtében az Uzsoki Utcai Kórházban. Temetésére június 1-jén került sor a Fővárosi Tanács által adományozott díszsírhelyen a Kerepesi temető 33-as parcellájában, amely 2004 óta a Nemzeti Örökség Intézete által védett nemzeti sírhely. Felesége, Mann Irén 11 évvel élte túl, 1962. május 17-én hunyt el Budapesten. György fia 1999-ben, Magdolna lánya 1998-ban hunyt el.

## Sakkpályafutása

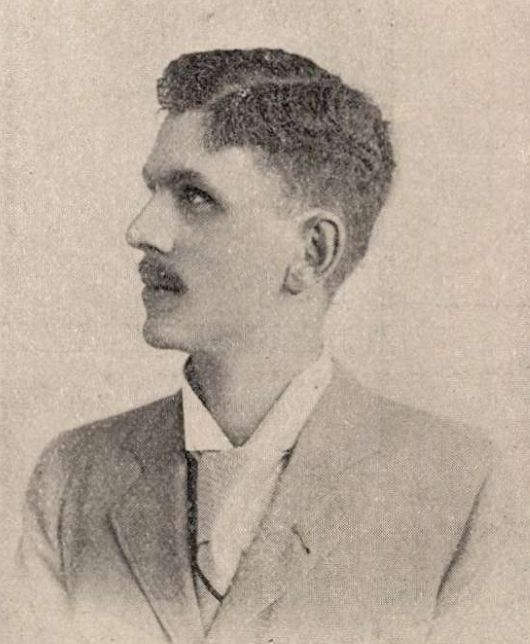
1895-ben

### Az első versenysikerek (1891–1898)
Szegeden középiskolásként kezdett el sakkozni kávéházakban és a szegedi kaszinóban, majd később Budapesten Jakobi Sámuel mester tanítása nyomán lett a legjobb magyar sakkozó. 1891-ben a Budapesti Sakkozó Társaság II. osztályú versenyén, a társaság legfiatalabb tagjaként végzett az első helyen. 1892-ben megismételte eredményét, ismét az első helyet szerezte meg, ezúttal már az I/a osztályban. 1893-ban elindult az akkori időszak sakkfolyóirata, a Budapesti Sakk-Szemle 1893–1897 között lezajlott első magyar levelezési sakkversenyén, amelyen a 19 résztvevő között az akkor még csak ígéretes fiatal versenyző Maróczy Géza, valamint Charousek Rezső végzett az első helyen. A harmadik helyet Exner Győző szerezte meg. 1894 decemberében alapító tagja volt a Budapesti Sakk-körnek, és annak választmányi tagja lett. A megalakulás alkalmából rendezett versenyen 1895 áprilisban az első helyet szerezte meg. 1896-ban a Budapesti Sakk-kör háznagyának választották.
Első nemzetközi megmérettetésére 1895-ben Hastingsben, a nemzetközi amatőr versenyen került sor. A tornán résztvevőket négy csoportba osztották. A csoportgyőzelem megszerzése után a négy csoportgyőztes egymással mérkőzött, melynek eredményeként a versenyt veretlenül zárva az első helyet szerezte meg. Ezzel Anglia amatőr sakkbajnoka lett és nemzetközi mesteri címet ért el. 1896-ban Nürnbergben második lett, mindössze fél ponttal lemaradva a világbajnok Emanuel Lasker mögött. A vert mezőnyben olyan nevek szerepeltek, mint Harry Nelson Pillsbury, az akkori idők legerősebb versenyének számító hastingsi torna győztese, Siegbert Tarrasch négy mesterverseny győztese, a korábbi világbajnok Wilhelm Steinitz, Mihail Csigorin, aki már több verseny győztese volt, és még több neves mester.
Tagja volt az 1896-os millenniumi ünnepségek alkalmából rendezett nagyszabású nemzetközi mesterverseny szervező bizottságának, a végrehajtó bizottság tagjaként. Az eredeti tervek szerint  nem játszott volna, csak az előkészítésben vett volna részt. A káposztásmegyeri vízmű munkálatainál a hivatali elfoglaltsága nem engedett újabb szabadságidőt, mivel a nürnbergi verseny több, mint egy hónapig tartott. A magyar résztvevő Makovetz Gyula lett volna, ő azonban a verseny kezdete előtti napokban lemondta a részvételt. Maróczynak, minden tiltakozása ellenére versenybe kellett szállnia, hiába hivatkozott hivatali elfoglaltságára és a felkészületlenségére. Mindezek következtében szerény helyezést ért el a tornán, amelyet egyébként az orosz Mihail Csigorin és a magyar Charousek Rezső holtversenyben nyert meg. A helyezettek között olyan nevek voltak, mint Harry Nelson Pillsbury, David Janowski és Carl Schlechter. A vert mezőnyben szerepelt Siegbert Tarrasch is, aki ebben az időben a világ második legerősebb játékosának számított.
A millenniumi versenyt követően több mint egy évig nem játszott versenyen. Közben az 1897-ben alapított, Nagyváradon kiadott Magyar Sakkujság főmunkatársa lett. 1898-ban betegsége miatt Charousek Rezső nem tudott elindulni a bécsi sakk-kör által szervezett jubileumi tornán, és ismét Maróczynak kellett beugrania fizetés nélküli szabadságot kivéve a két hónapon át tartó versenyre. Ha kiemelkedő eredményt nem is tudott elérni, de a húsz résztvevős versenyen a díjazottak közé került olyan nevek mögött, mint dr. Tarrasch, Pillsbury, Janowski, Steinitz, Schlechter és Csigorin.

### A világ élvonalában (1899–1906)
Az 1899-es londoni sakktornán a világ akkori legerősebb sakkozóinak mezőnyében a világbajnok Emanuel Lasker mögött Harry Nelson Pillsburyvel és David Janowskival együtt holtversenyben a második helyen végzett. A versenyen 115 font sterlinget, átszámítva mintegy 1400 forintot nyert. Összehasonlításként ekkoriban a „balparti nagy vízmű” létesítésének munkálataiban műszaki napidíjasként 2 forint 50 krajcár napidíjért dolgozott.
1899 decemberében kezdődött, és 1900 januárjában fejeződött be az 1867-es párizsi sakktorna győztesének, Kolisch Ignác halálának évfordulójára a Wiener Schachclub által szervezett nemzetközi verseny, amelyet Maróczy nagy, másfél pontos előnnyel nyert meg. A győzelemért 1000 koronát, az akkori forintra átszámítva 500 forintot kapott, és az Osztrák–Magyar Monarchia bajnoka lett. Hazérkezése után a Budapesti Sakk-kör díszvacsorát rendezett a tiszteletére. Charousek Rezső halála után 1900 áprilisában átvette a Pesti Hírlap sakkrovatának vezetését, amely rovat akkoriban a legszínvonalasabb volt.
1900 júniusában a párizsi nemzetközi sakktornán a világbajnok Lasker és Pillsbury mögött a 3. helyen végzett. Ugyanebben az évben augusztusban a müncheni nemzetközi tornán Pillsburyvel és Schlechterrel holtversenyben az első helyet szerezte meg, és megkapta a legtöbb nyert játszmáért járó különdíjat is. A verseny után nem sokkal a világbajnok Emanuel Lasker társaságában Magyarország több városában, Bécsben, Prágában, majd Anglia több városában tartott bemutatókat, szimultánokat és vakszimultánokat.
Az 1900-as évek legelején a sportban elért eredményeket, a sport propagandasztikus jelentőségét még nem értékelték annyira, mint a későbbiekben. Hiába szereztünk aranyérmeket az olimpiákon, és a labdarúgás is kezdett népszerűsödni, de még a fizikai sportágaknak is harcolniuk kellett az elismerésért. Különösen érvényes volt ez a sakkra, amelyet sokan csak amolyan kávéházi szórakozásnak tekintettek. A versenyzőknek maguknak kellett állniuk a verseny nevezési díjat, az utazási és a szállásköltségeket, és ha nem értek el megfelelő eredményt, akkor ráfizetéses volt a részvételük. A sportolók általában, de a sakkozók különösen, munkájuk mellett vettek részt az akkoriban hosszú, 6–8 hetes versenyeken. A sakkban csak pár évvel később vezették be a pontdíjazást, amelynek lényege, hogy a szerzett pontok alapján határozták meg a versenyző díját, majd később áttértek a költségtérítésre, hogy egyetlen résztvevő se legyen kénytelen saját zsebéből fedezni a versenyen való részvételt.
Ennek ismeretében érthető, hogy az 1901-es évet ki kellett hagynia, mert munkahelyén állásvesztéssel fenyegették meg a sok távolléte miatt. 1902-ben azonban elfogadta a monte-carlói versenyre szóló meghívást, és három hónap fizetés nélküli szabadságot vett ki. Monte-Carlo előtt Ausztriában vett részt gyakorló versenyen vezető osztrák mesterekkel. A monte-carlói tornán a világbajnok Lasker kivételével a kor összes erős sakkmestere elindult. A 22 résztvevős, hat héten át tartó versenyt, ezzel az 5000 frankos első díjat Maróczy Géza nyerte Pillsbury és Janowski előtt. 1902-ben több versenyen már nem tudott elindulni munkahelyi kötelezettségei miatt. Legközelebb ismét Monte-Carlóban ült asztalhoz 1903-ban. A kétfordulós tornán rosszul kezdett, de végül a 26 játszmából 19 pontot, ebből a második kör 13 játszmájából veretlenül 11 pontot szerezve a 2. helyen végzett Siegbert Tarrasch mögött, ezzel 3000 frankot nyert. Ebben az évben elfogadta a meghívást a Bécsben rendezett királycsel-témaversenyre, és bár ez a megnyitás nem az ő stílusa volt, az 5. helyet szerezte meg, amelyért 520 korona díjazásban részesült. A tornát az orosz Mihail Csigorin nyerte az amerikai bajnok Frank Marshall előtt.
Az 1904-es monte-carlói tornán való részvételt összekötötte nászútjával. A versenyre ezúttal csak hat nemzetközi mestert hívtak meg, akik két fordulóban mérkőztek meg egymással. Az első hely sorsa az utolsó fordulóban nagy izgalmak között dőlt el. Az élen álló két játékosnak, Maróczynak és az amerikai Marshallnak azonos pontszáma volt, őket fél ponthátránnyal követte az osztrák Carl Schlechter. Schlechter győzött, és az élen álló két játékos döntetlenje esetén hármas holtverseny alakult volna ki. A játszmájuk 35. lépésében Marshall látszólag nyerő álláshoz jutott, de nem vette figyelembe Maróczy zseniális védőlépését, és néhány lépés múlva feladni kényszerült a játszmát. Így a győzelmet, ezzel második monte-carlói elsőségét szerezte meg Maróczy Géza. A kiírás szerint a győztesnek nemcsak az előre kitűzött 5000 frankos díj járt, hanem a második tornagyőzelem után járó Challenger-serleg is. Ezt a serleget azonban sem a díjkiosztón, sem később nem kapta meg a szervezőktől. Győzelmét itthon ismét csak nagyszabású társasvacsorával ünnepelték meg, állásában azonban – az ígéretek ellenére, ahogyan önéletírásában szomorúan megjegyzi – nem véglegesítették.

### A csúcson válaszút: profi legyen vagy amatőr maradjon?
1904-ben válaszút előtt állt, hogy hivatásos sakkozóként folytassa életét, vagy megmaradjon biztos polgári élete mellett, és ehhez igazítva folytassa versenyzését. Az utóbbit választotta, és nem fogadta el az 1904 áprilistól Cambridge Springsben rendezett versenyre szóló meghívást, amely pedig igen kedvező feltételeket kínált számára. A tornára a világ összes éljátékosát meghívták, a díjazás kimagasló volt, neki és felesége számára első osztályú vasúti és hajójegyet és a verseny alatt végig osztályon felüli szállást és teljes ellátást biztosítottak volna. A résztvevőket maga Theodore Roosevelt elnök is fogadta a Fehér Házban.
Munkája mellett egyéni versenybeosztással indult Bécsben az elhárított királycsel témaversenyen. Ez azt jelentette, hogy az egyébként november 29-től január 17-ig tartó versenyen a játszmáit az iskolai téli szünetben gyorsított ütemben játszotta le. Ez taktikai előnyt teremtett a győzelmet végül Maróczy előtt fél pont előnnyel megszerző Carl Schlechter számára, aki a vetélytárs eredményeinek ismeretében versenyezhetett. A bécsi verseny után elindult a Budapesti Sakk-kör háziversenyén, amelyet 22 játszmából 21½ pontot szerezve nyert meg. A versenysakkból való kikapcsolódásként 1905 márciusában élő sakkjátékot rendezett az Operaházban, amelyben egy 1895-ben Hastingsben játszott játszmáját adták elő a jelmezes szereplők Mazzantini Alajos balettmester betanításában.

### A világbajnoki kihívás (1906)

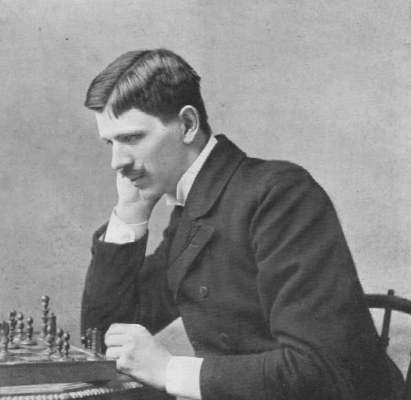
Pályája csúcsán (Deutsche Schachzeitung, 1906. január)

Az 1905-ös év legnagyobb sakkeseménye az Ostendében rendezett nemzetközi verseny volt. A viadalt a korabeli újságok világversenynek nevezték, mert Lasker és Pillsbury kivételével minden élvonalbelinek tekintett mester játszott rajta. A versenyre úgy tekintettek, mint amelyik arra hivatott, hogy kiválassza a regnáló világbajnok Emanuel Lasker kihívóját. Erre Siegbert Tarrascht és Maróczy Gézát tartották esélyesnek. Maróczy szerint hármójuk között egy hatfordulós körmérkőzést kellett volna tartani ezt azonban elvetették. Az ostendei 14 résztvevős, kétfordulós versenyt Maróczy meggyőző fölénnyel, másfél pont előnnyel nyerte. A 26 játszmából 16 alkalommal győzött, 7 döntetlen és 3 vereség mellett. Ezzel elnyerte az első helyezettnek járó 5000 frankot, és egy arany emlékérmet. A Leonhardt elleni játszmájáért elnyerte a legjobb támadásvezetésért adott különdíjat is. A második helyen holtversenyben David Janowski és Siegbert Tarrasch végzett.
A verseny után alig egy hónappal kezdődött Barmenben egy nemzetközi verseny, amelyen az ostendei verseny majdnem minden résztvevője elindult. A nagymesterek csoportjában gyenge kezdés után a verseny második felében magára talált, és végül az utolsó hét játszmából szerzett 6½ pontjával Janowskival holtversenyben az első helyen végzett, a harmadik helyet az amerikai Frank Marshall szerezte meg.
Eldőlt, hogy ki a legalkalmasabb a világbajnok kihívójának. Lasker is őt tartotta a legméltóbbnak arra, hogy megmérkőzzön vele. A tárgyalások azonnal megkezdődtek. Maróczy reményei szerint a 10 000 frankos díjat, amelyet Lasker szabott feltételül, a mecénások össze fogják adni számára. Cassel amerikai lapkiadó tárgyalásokat kezdett vele egy amerikai körút tárgyában. A tervek szerint elindult volna az 1906. januári New York-i versenyen, majd egy hónapos amerikai körút után, amelyeken szimultánokat ad, február közepén mérkőzött volna meg Laskerrel. Mindehhez féléves fizetés nélküli szabadságra lett volna szüksége, de ezt csak hosszas huzavona után, és Bárczy István polgármester közbenjárására sikerült megkapnia. Végül az előzetes tervektől eltérően csak február 11-én szállt hajóra Hamburgban, és 21-én érkezett meg New Yorkba. Először egyes mérkőzéseket, majd szimultánokat játszott a Manhattan Chess Clubban és a Cosmopolitan Chess Clubban. Körútja során több mint 500 szimultán mérkőzést játszott. Lasker ellen azonban nem sikerült a páros mérkőzést megszerveznie. Lasker nagyszabású elgondolása az volt, hogy Szentpétervártól San Franciscóig utazva, esetleg Dél-Amerika bekapcsolásával minden nagyobb sakkcentrumban vívjanak egy-két játszmát fix honorárium ellenében.
A grandiózus elképzeléssel szemben 1906. április 20-án több újságban is megjelent a hír, hogy aláírták a mérkőzés feltételeit, amelyben már csak Bécs, Havanna és New York szerepelt helyszínként. Az 1906. október 12-én kezdődő küzdelem első felvonása Bécsben, a második és harmadik Havannában és New Yorkban lett volna. A létrejött megegyezést 14 pontban rögzítették. Eszerint a mérkőzés az első nyolc nyert játszmáig tart, a döntetlenek nem számítanak. Óránként 15 lépés megtétele kötelező. A mérkőzés első része három, a második öt, a harmadik nyolc győzelemnél ért volna véget. A tét 2–2000 dollár lett volna, és az egész a győztesé. Június 1-ig 500 dollár bánatpénzt kellett volna befizetni. Szeptemberben a forradalmi események miatt a kubai helyszín kérdésessé vált, Maróczy új helyszín kijelölését kérte, amelyről végül nem született döntés. A végső csapást a mérkőzésre Bécs jelentette, mert ők csak azzal a feltétellel fogadták el a három játszmára tett ajánlatot, ha az az utolsó három játszma lesz. Az álláspontok nem közeledtek, október 1-ig nem született megállapodás, így a mérkőzés meghiúsult. Maróczy befizette a bánatpénzt, amit Lasker visszautasított, és felajánlotta, hogy a mérkőzést 1907-ben azonos feltételekkel rendezzék meg, erről azonban végül nem született megegyezés. Ezt követően Lasker gyorsan megállapodott Frank Marshallal egy páros mérkőzésben, amelyre 1907. január 20-tól sor is került. 1908-ban pedig Tarrasch ellen játszott egy világbajnoki mérkőzést, ami után ismét felmerült kettejük párharca, ekkorra azonban Maróczy már visszavonult a rendszeres sakkozástól. Amerikai útja során a New York Chess Association igazgatósága tiszteletbeli tagjává választotta.

### Az aktív pályafutás vége (1906–1908)

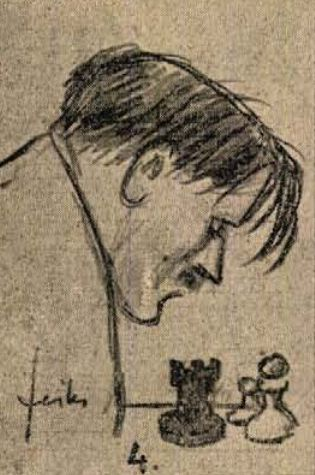
Az Otthon Körben (Feiks Jenő rajza)

Amerikai körútjáról visszatérve elfogadta az Ostendében rendezett versenyre szóló meghívást. A verseny igen fárasztó és hosszadalmas volt, 36 játszmát kellett játszania. Az amerikai út fáradalmai miatt sok hibával játszott, de még így is sikerült megszereznie a második helyet Carl Schlechter mögött. Ezt követően azonban lemondta a július 21-én Nürnbergben kezdődő nagymesterversenyt. Nem indult el, csak nézőként vett részt a Győrben rendezett első nemzeti sakkbajnokságon. Legközelebb 1907-ben indult el Bécsben egy versenyen, amelyen zömmel a későbbi idők feltörekvő fiataljai játszottak. A tornán csak a harmadik helyet érte el Jacques Mieses osztrák és Oldřich Duras cseh mesterek mögött. A verseny másik favoritja, az ostendei győztes Carl Schlechter csak a hatodik helyen végzett. A verseny méltánytalan feltételei miatt lemondta az azévi ostendei versenyt.
Az 1907-es év jelentős eseménye a karlsbadi verseny volt, amely előtt bemelegítésképpen elindult a Koppenhágában rendezett ötös mesterversenyen. Itt Paul Saladin Leonhardt német mester mögött Carl Schlechterrel holtversenyben a második helyen végzett. Karlsbadban Laskeren és Tarraschon kívül az akkori idők minden neves sakkozója elindult. A tornán a 2. helyen végzett Akiba Rubinstein lengyel mester mögött fél ponttal lemaradva, a harmadik Leonhardt lett. A számára csalódásként megélt eredmény nagyban visszavezethető volt arra, hogy sakksikerei ellenére még mindig csak ideiglenes alkalmazásban volt, pedig véglegesítésre, gondtalan öregségre vágyott családja körében. Nem akarta a sakkversenyekre alapozni a jövőjét.
1908-ban a hagyományos bécsi tornán hármas holtversenyben végzett az élen Carl Schlechterrel és Oldřich Durasszal. A bécsi eredménye után ismét lelkesen ünnepelték, azonban hiába várta, hogy munkahelyén véglegesítsék, a sakkeredményei nem az előnyére, hanem inkább a hátrányára váltak ebben az ügyben. Ezt szóvá is tette, aminek az eredménye az lett, hogy még az óradíjas megbízatását is elfelejtették meghosszabbítani. Így legalább nem okozott neki gondot, hogy részt vegyen utolsó versenyén, amelyet üdülésnek szánt, és családjával együtt utazott Prágába. Közben beadta felvételi kérelmét az akkor induló Országos Munkásbetegsegélyző és Balesetbiztosító Pénztárhoz. A verseny ideje alatt idegesen várta a választ, és ez rányomta a bélyegét játékára is. A verseny közepe táján kapta a hírt, hogy a választ őszre halasztották. Ekkor megnyugodott, és nagy hajrába kezdett, de ez is csak a hatodik helyre volt elég. A tornát Duras és Schlechter nyerte holtversenyben.

### Aktív korszaka eredményeinek összegzése
1902–1908 között 13 versenyen indult, amelyek közül öt alkalommal az első és öt alkalommal a második helyen végzett. 1904–1907 között kisebb megszakításokkal 30 héten át állt a világranglista élén. 1900. augusztus és 1909. április között a világ első három legerősebb sakkozója között jegyezték. A chessmetrics.com számításai szerint legmagasabb Élő-pontszáma 2820 volt, amellyel még 2020-ban is az örökranglista első tíz játékosa között lenne. Legkiemelkedőbb eredménye az 1905-ös ostendei versenyen elért 2837-es teljesítményérték volt. Ebben az időszakban a kor összes nagymestere ellen, beleértve a világbajnokot is, győzni tudott.

### Hivatás és sakkszervezés (1908–1918)

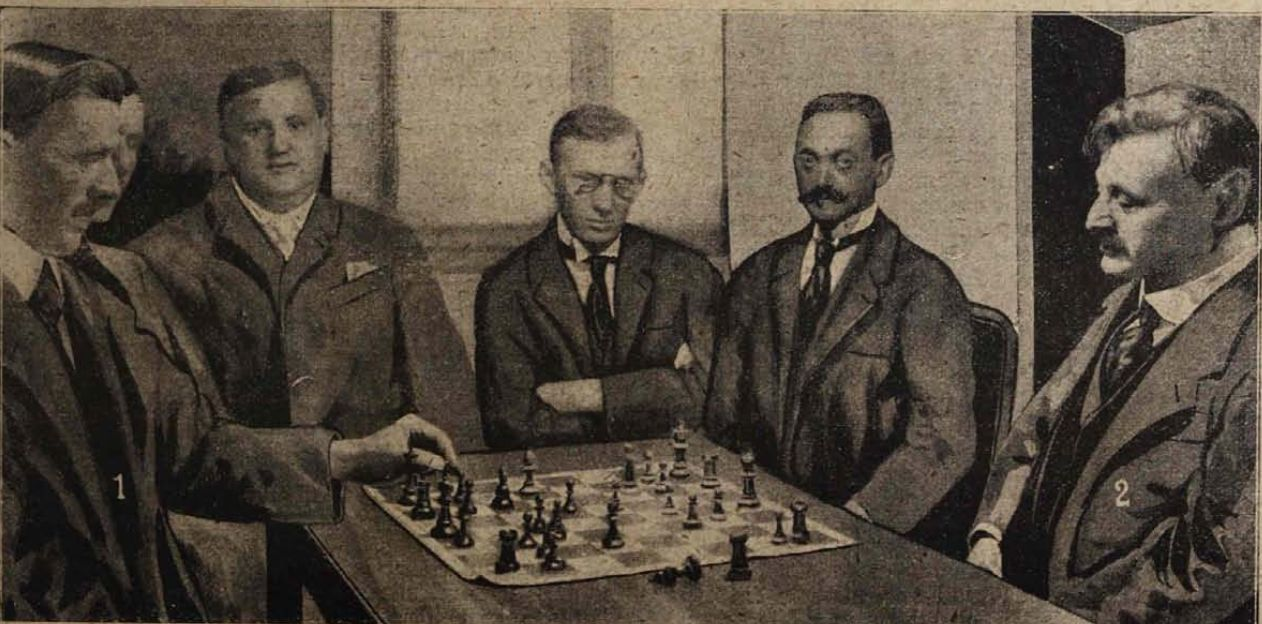
Maróczy Géza (balra) és a világbajnok Emanuel Lasker (jobbra) 1917-ben a Budapesti Sakk-körben

Hosszú ideig a prágai volt az utolsó nagy versenye. Az ezt követő tíz évben csak néhány kisebb versenyen indult, azokon is elsősorban csak klubhűségből. Kivétel ez alól az 1911-es San Sebastian-i nagymesterverseny volt, ahol olyan kedvező feltételeket biztosítottak, hogy nem utasíthatta vissza. Fontosabbnak tartotta a munkáját, családja biztos megélhetését, a bizonytalannak tekinthető sakkeredményekkel szemben. 1911-ben elvállalta az akkor első ízben megalakuló Magyar Sakkszövetség elnöki tisztét, amelyről még ugyanannak az évnek decemberében lemondott, mivel a Budapesti Sakk-kör, amelynek alelnöke volt, nem kívánt az országos szövetségbe belépni. Vezette a Pesti Hírlap és 1910-től a Népszava sakkrovatát. Fogadta a külföldi sakkmestereket, és kísérte őket szimultánjaikon. Meghiúsult mérkőzésük ellenére fenntartotta régről származó jó barátságát a világbajnok Emanuel Laskerrel, aki többször is járt Magyarországon.

### Emigrációban: megélhetési sakk (1920–1927)
A Tanácsköztársaság idején a Színházakat Kommunizáló Bizottság (más néven színházi direktórium) gazdasági vezetője volt. A bizottság közvetlenül Lukács György közoktatásügyi népbiztoshelyettesnek volt alárendelve. Négy szakosztályból állt: az Operaház és a Nemzeti Színház ügyeit Reinitz Béla; a Vígszínház, a Magyar Színház, a Madách Színház és a Belvárosi Színház ügyeit Balázs Béla és helyettese, Kassák Lajos vitte a második szakosztályban; a Gábor Andor vezette harmadik szakosztály a Király Színház, a Városi Színház és az Őszirózsás forradalomtól a Tanácsköztársaság bukásáig működő Medgyaszay Színház, valamint a kabarék ügyeit; a negyedik szakosztály Bálint Lajos vezetésével az orfeumok, cirkuszok, mutatványosok, varieték és dalcsarnokok ügyeivel foglalkozott. E négy szakosztály pénzügyeit egy közös gazdasági hivatal intézte, amelynek vezetője, intendánsa Maróczy Géza volt. Hiába volt nemzetközileg is elismert és nagyra értékelt személy, ez a pozíciója a Tanácsköztársaság bukása után az Országos Munkásbetegsegélyző és Balesetbiztosító Pénztárban betöltött állásának és nyugdíjjogosultságának elvesztését eredményezte. Munkát nem kapott, ismét a sakkhoz mint megélhetési forráshoz kellett nyúlnia. Magyarországon a sakkból nem lehetett megélni, ezért családjával külföldre távozott. Azt azonban nyilvánosan is cáfolta, hogy politikai okból hagyta volna el Magyarországot, „csupán a jobb megélhetés miatt telepedett le külföldön, de magyar maradt s a versenyeken is Magyarországot képviseli”.
Eleinte az osztrák Aussee, majd a németországi Gernrode és Suderode voltak a család lakóhelyei, ő pedig ezekről a településekről indult a különböző versenyekre, szimultánokra, előadásokra és egyéb vendégszereplésekre. Később átköltöztek Hollandiába, majd Angliába.
Először a bécsi mesterversenyen vett részt, amelyen a 3. helyen végzett, majd Utrechtben egy kisebb versenyt megnyert. 1920 júniusában, mintegy 10 évvel utolsó nagy versenye után részt vett az amszterdami nagymesterversenyen, amelyen végig vezetett, csak az utolsó fordulóban szorult a második helyre Réti Richárd mögé, míg a harmadik helyezett Savielly Tartakower volt. Őket követte a fiatal Max Euwe, a későbbi világbajnok, aki ebben az időben Maróczy tanítványa volt. Augusztusban a göteborgi tornán állt rajthoz, amelynek első félidejében az élmezőnyben haladt, a második felére elfáradt, és csak a nyolcadik helyen végzett. Ezt a tornát is Réti Richárd nyerte Akiba Rubinstein és Bogoljubov előtt. Az év decemberében a berlini nemzetközi mesterversenyen az utolsó fordulóig még a második helyre is esélye volt, ekkor azonban vereséget szenvedett Réti Richárdtól, és a holtversenyes 5–6. helyre esett vissza.
1921-ben Maróczy lakhelyén, Aussee-ben tréningezett Max Euwével, a holland bajnokkal, és közben páros mérkőzést játszottak, amely döntetlenül végződött: mindketten két játszmát nyertek nyolc döntetlen mellett. Ezt követően a hágai nemzetközi mesterverseny előtt holland szimultánkörútra indult. Hágában, ahol Aljechin szerezte meg az első helyet Tartakower és Akiba Rubinstein előtt, az 52 éves Maróczy a 4–5. helyen végzett.
1922-ben két sakk-köri versenyen indult Amszterdamban, amelyeken Max Euwe is részt vett. Az egyik versenyen első lett Euwe előtt, a másikon második helyezést ért el Euwe mögött. Május-júniusban Belgrádban és Szabadkán tartott szimultánokat, amelyeken 53 játszmából mindössze egy alkalommal vesztett. Ezt követően Angliába utazott, ahol a londoni nagymesterverseny előtt bemelegítésnek szánt Weston Super Mare-i versenyen a második helyen végzett. Londonban a nemzetközi mesterversenyen Capablanca győzött Aljechin előtt, Maróczy a 8–9. helyen a díjazottak között végzett, és mindkét éllovassal döntetlent játszott, az Aljechin elleni játszmájában az időzavarában döntetlenre adáskor nyerésre állt. Teplitz-Schönauban a 8–10. helyen végzett. Itt Réti Richárd és Rudolf Spielmann győzött holtversenyben. Az évben az utolsó versenyét Bécsben játszotta, ahol javuló játékkal Aljechinnel és Tarraschsal holtversenyben végzett a 4–6. helyen a győztes Akiba Rubinstein mögött.

#### Ismét a világ élvonalában
1923-ban a Hastingsi Sakk-Kör három évre klubmesterként szerződtette, ezért családjával Angliába költözött. Áprilisban a liverpooli mesterversenyen második lett Jacques Mieses mögött, Karlsbadban a nemzetközi mesterversenyen már a dobogó legfelső fokára állhatott holtversenyben Aljechinnel és Bogoljubovval. „Karlsbadban fénykora (1902–1908) erejével, biztosságával és nyugalmával játszott. Elméletileg is alaposan felkészült e küzdelemre. A kezdeményezést a kezében tartotta a legjobbakkal szemben is (Bogoljubow), a támadást élesen és szellemesen vezette (Chajes), a végjáték-vezetésben absolut biztosságot mutatott (Teichmann, Tartakover.)” – írta eredményéről a korabeli Magyar Sakkvilág. A Scheveningenben rendezett nemzetközi versenyen Maróczy az utolsó forduló előtt is az élen állt, ekkor azonban fatális elnézéssel vesztett az utolsó helyezett ellen, így a harmadik helyre esett vissza. Az év utolsó versenyén második lett Max Euwe mögött Hastingsben. Ezekkel az eredményeivel a világranglistán ismét a legjobb 10 versenyző közé, a 8. helyre került.
A párhuzamosan zajló nyolc hastingsi verseny egyikén figyeltek fel egy 17 éves orosz lányra, Maróczy tanítványára, akit Vera Menchiknek hívtak, és pár évvel később az első női sakkvilágbajnok lett, amely címet egészen 1944-ben bekövetkezett haláláig őrzött.
Előző évi kiemelkedő eredményei alapján 1924-ben meghívást kapott a New Yorkban rendezett nagymesterversenyre, amelyen a kor összes kiválósága, az akkori világbajnok Capablanca, az exvilágbajnok Emanuel Lasker, a következő világbajnok Aljechin, az egykori világbajnoki kihívók Frank Marshall, David Janowski és egy majdani világbajnoki kihívó Bogoljubov is elindult. Maróczy tisztesen helytállt, az öt első elleni legjobb eredményért különdíjat is kapott, és a 6. helyen végzett a tornán, amelyet a másodvirágzását élő Emanuel Lasker nyert meg Capablanca és Aljechin előtt.
Négy év után látogatott ismét Magyarországra, hogy részt vegyen a Győrött rendezett nemzetközi mesterversenyen, de az itt tartózkodását összekötötte több város meglátogatásával. Debrecenben nagy sikerű szimultánt adott, és a győri verseny kezdetéig ott is maradt. Győrött fáradtan, nagy hibaszázalékkal játszott, és csak a nyolcadik helyen végzett. A tornát későbbi olimpiai csapattársa Nagy Géza nyerte. A versenyt követően Kecskeméten, Budapesten, Székesfehérvárott és Sopronban is adott szimultánt a helyi sakk-körökben.

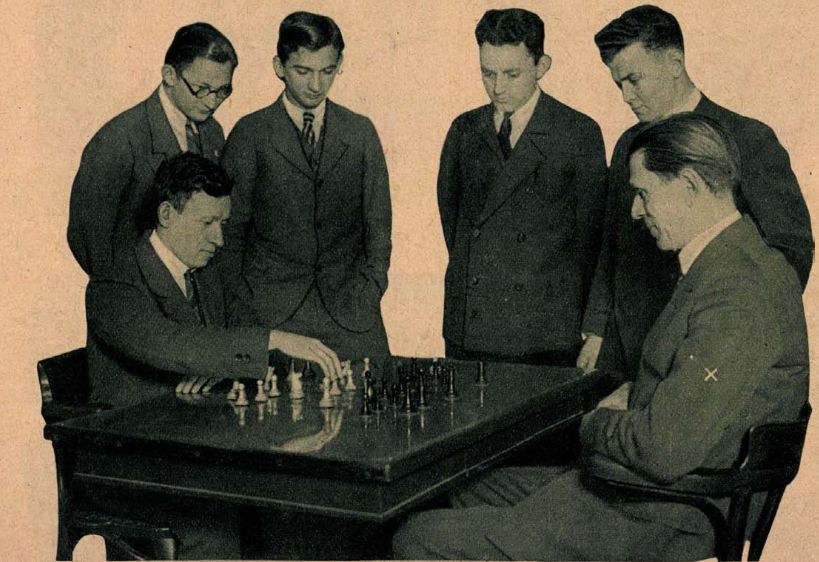
Maróczy Géza (jobbra) a Manhattan Chess Clubban 1926-ban

Az év zárásaként elindult a hagyományos hastingsi karácsonyi versenyen, amely 1925 januárjában fejeződött be. 30 évvel ezelőtt ennek a tornának a mesterversenyén tűnt fel, most pedig a nagymesterek csoportját nyerte meg veretlenül. A versenyt megelőzően angliai szimultánkörútján 509 játszmát nyert, mindössze négyet vesztett 70 döntetlen mellett, amellyel túlszárnyalta Capablanca rekordját. Hastingsi győzelmét követően az American Chess Bulletin meghívására nagy sikerű amerikai szimultánkörúton vett részt. Ennek hatására két éves szerződést ajánlottak fel neki New Yorkban, a Manhattan Chess Clubban, amit elfogadott.
Maróczy 30 éves sakkmesteri jubileuma alkalmából a Magyar Sakkvilág 1925 augusztusában külön számot jelentetett meg. Az 1925-ös debreceni nemzetközi mesterversenyt a jubileumi évre tekintettel „Maróczy nemzetközi emlékversenynek” nevezték el. Amerikában olyan ajánlatot kapott, amely biztos egzisztenciát jelentett volna neki és családjának, de ez végleges letelepedését eredményezte volna. Ő Magyarországon kívánt élni, de ennek feltételét abban látta, ha megkapja nyugdíját, amitől 1920-ban fosztották meg. Bár bűncselekményt nem követett el, ennek oka az volt, hogy  nem vallott Reinitz Béla ellen. Magyarországon mozgalom indult a nagymester rehabilitálása érdekében.
Amerikai tartózkodása alatt a Manhattan Chess Club csapatával megnyerték az amerikai csapatbajnokságot. Maróczy minden játszmáját megnyerte. A második helyen Frank Marshall csapata végzett, a harmadik helyet nagy meglepetésre a csupa magyarokból álló Hungarian Workers Chess Club szerezte meg.
1926 júliusában másfél év kihagyás után indult ismét egyéni versenyen. A pánamerikai bajnokságnak nevezett tornán Lake Hopatcongban a világbajnok Capablanca mögött a 2. helyen végzett. A Chicagóban rendezett amerikai bajnokságon Frank Marshall mögött a második helyen végzett. Ebben az évben meghívást kapott a Princetoni Egyetemre sakktanárnak, és a New Yorkban rendezett világmesterverseny vezetőjének kérték fel.
1927 tavaszán rehabilitálási ügye kedvező fordulatot vett, és elhatározta, hogy hazatér Magyarországra, és örömmel vállalta a részvételt a magyar válogatottban az első hivatalos sakkolimpián. 1927 áprilisában hivatalosan is rehabilitálták.
A hazatérés előtt még vereség nélkül megnyerte a Manhattan Chess Club bajnokságát, és hazautazása közben Koppenhágában is megnyert egy hatos nemzetközi mesterversenyt Aaron Nimzowitsch előtt.

### Újra Magyarországon

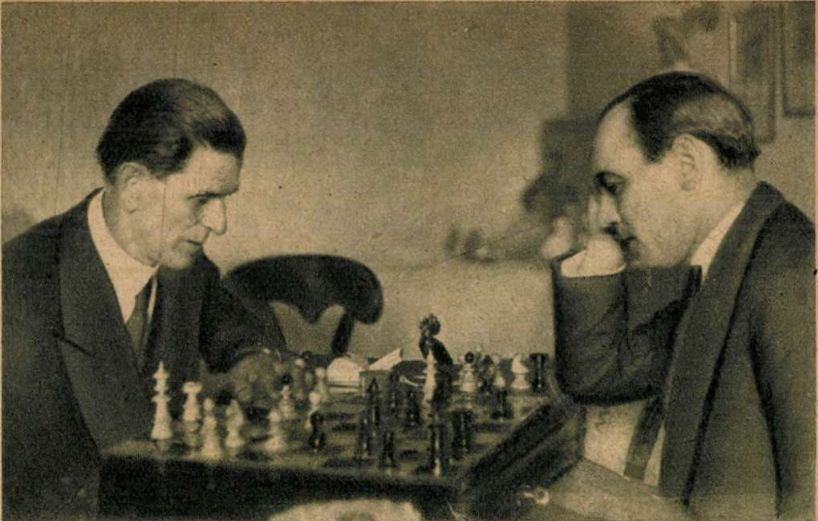
Maróczy Géza (balra) Kiss Ferenc színművésszel sakkozik a Siesta-szanatóriumban 1928-ban

1927 júniusában hazaérkezett Magyarországra. Első útja szülővárosába Szegedre vezetett, ahol 82 résztvevős szimultánt adott, melynek során 60 játszmát megnyert és 22 döntetlent ért el vereség nélkül. Az utolsó pillanatig tervezve volt indulása az 1927-es kecskeméti nemzetközi mesterversenyen, amelyen Aljechin is részt vett, azonban nem kifogástalan egészségi állapota miatt csak a torna vezetését vállalta el. Jó eredménnyel szerepelt az 1927-es sakkolimpián, ahol a csapat első táblásaként 75%-os eredményt ért el. 1928 januárjában páros mérkőzésen nagy arányban (6½–1½; 5 győzelem, 3 döntetlen) legyőzte dr. Nagy Gézát, az egyetlen magyart, aki magyarországi nemzetközi mesterversenyen korábban meg tudta őt előzni.
1928-ban meghívást kapott New Yorkba a Manhattan Chess Club tízes mesterversenyére, amelyre meghívást kapott Capablanca és Rubinstein is. Amerika felé menet Belgiumban és Hollandiában szimultánokat tartott. Útja során kiderült, hogy az amerikai versenyt elhalasztották, így útja meghiúsult. Betegsége idején a Siesta-szanatóriumban lábadozott, és itt vetette fel egy mesterverseny rendezésének lehetőségét. A szanatórium vezetése az ötletet elfogadta, és 1928 szeptemberében Capablanca exvilágbajnok részvételével zajlott a verseny, Maróczy Géza tornavezetésével.
1929-ben a Ramsgate-ben rendezett nemzetközi mesterversenyen a 4–5. helyen végzett Capablanca és Maróczy egykori tanítványa, a női világbajnok Vera Menchik mögött. Ebben az évben a City of London Chess Club tiszteletbeli taggá választotta „sakkozói teljesitményeinek és közszeretetben álló egyéniségének őszinte megbecsüléseként”. Ezt a címet rajta kívül csak Capablanca kapta meg a klubtól. Az ebben az évben rendezett karlsbadi torna volt az addigi idők legerősebb tornája, amelyen a világbajnok Aljechinen kívül minden jelentős sakkmester részt vett. Maróczy két világbajnokjelöltet (Bogoljubovot és Marshallt) is legyőzve a 22 fős mezőnyben holtversenyben a 12–15. helyen végzett. A tornát Aaron Nimzowitsch nyerte Capablanca és Rudolf Spielmann előtt. Pár nappal a karlsbadi verseny befejezését követően az 1929-es budapesti nemzetközi mesterversenyen nem vett részt, azonban a tornavezetői tisztet ellátta. A budapesti torna befejezte után azonnal indult a szlovéniai Rogaška Slatinába (Rohics), a nemzetközi mesterversenyre. A kilencedik fordulóig még az élen állt, a végére elfáradt és a 3–5. helyen végzett a tornán, amelyen Akiba Rubinstein nyert Salo Flohr előtt. Karácsonykor a hagyományos hastingsi tornán indult, amelyen Capablanca és Milan Vidmar mögött a 3. helyen végzett. Az összes játszmája döntetlenül végződött.

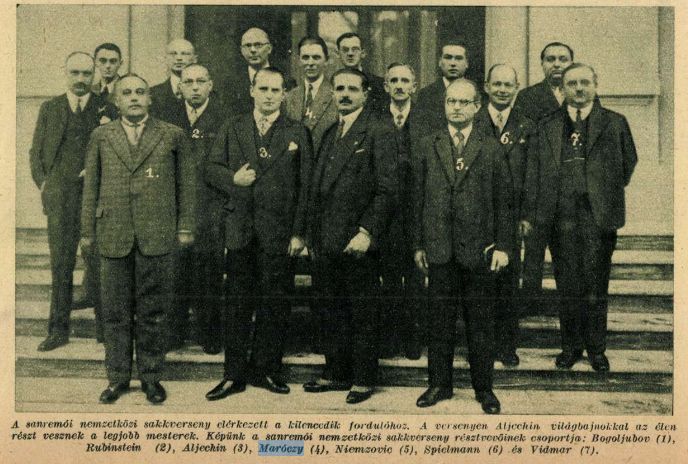
Az 1930-as San Remó-i nemzetközi sakkverseny résztvevői

1930 januárjában a rendkívül erős mezőnyű sanremói nemzetközi mesterversenyen indult el, ahol az ő korában, és ebben a mezőnyben remek teljesítménynek tekinthető 50%-os eredménnyel a 9–10. helyen végzett. A tornát nagy fölénnyel a világbajnok Aljechin nyerte Aaron Nimzowitsch és Akiba Rubinstein előtt. A rögtön ezután következő nizzai versenyen, amelyet Ksawery Tartakower nyert meg, Maróczy az 5–6. helyet szerezte meg. Az 1930-as sakkolimpia előtt júliusban Scarboroughban a 2. helyet szerezte meg Colle mögött, megelőzve Rubinsteint. Az 1930-as hamburgi sakkolimpián az első táblán 6 győzelmet, 4 döntetlent ért el, és csak két alkalommal szenvedett vereséget. Ezzel az eredményével hozzájárult a magyar válogatott második helyéhez.
1930-ban a szemére vetették, hogy magyar nemzeti mesterversenyen, azaz az országos bajnokságon még nem vett részt. Ezért 1931-ben elindult a bajnokságban és veretlenül a 4–5. helyen végzett. A bajnokságot abban az évben Steiner Lajos nyerte. Ez év szeptemberében elindult a Bledben rendezett erős mesterversenyen, amelyet Aljechin nagy fölénnyel nyert meg Bogoljubov előtt. A 14 résztvevős, kétfordulós tornán mindkétszer megverte Bogoljubovot, és végül a 11. helyen végzett.
1932-ben meghívást kapott a londoni nemzetközi mesterversenyre, ahol megmutatta, hogy még mindig számolni kell vele, az előtte végzett 3. és 4. helyezett ellen fénykorára emlékeztető győzelmet aratott. A tornát Aljechin veretlenül nyerte, Salo Flohr előtt, Maróczy az 5–6. helyet szerezte meg. A torna után három angol városban is szimultánt adott, összesen 83 győzelmet aratott, 4 döntetlen és 2 vereség mellett.
Az 1932-es nemzeti mesterversenyen az összes erős magyar mester elindult. Maróczy már a verseny elején az élre állt és előnyét végig megtartva veretlenül végzett az első helyen, ezzel ő is feliratkozott a magyar bajnokok sorába. A második helyezett az akkoriban Magyarországon élő perui mester Esteban Canal lett, míg a harmadik helyen Steiner Endre végzett. Ebben az évben még egy nemzetközi mesterversenyen vett részt Szliácsfürdőn, ahol a 4–6. helyen végzett a tornagyőztes Salo Flohr mögött.

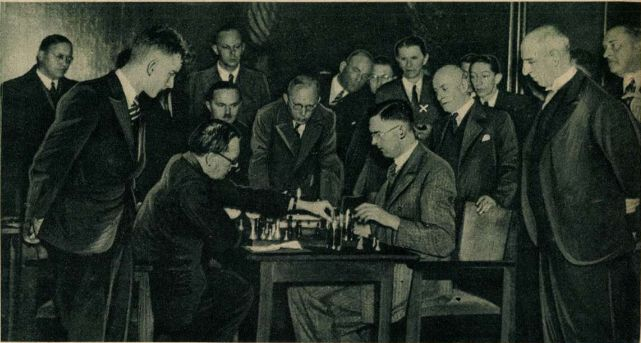
Az Euwe–Aljechin világbajnoki mérkőzés bírájaként X-szel jelölve Maróczy Géza, 1935

1933-ban már csak a scheveningeni versenyen vett részt, ahol jó játékkal holtversenyben Bogoljubovval a 2–3. helyet szerezte meg Salo Flohr mögött.
1933-tól nagy sikerű sakkelméleti előadássorozatot tartott a Pesti Hírlap szervezésében az előfizetők számára, amelyet a nagy érdeklődésre tekintettel a Drechsler-kávéház nagytermébe kellett áthelyezni. 1934-ben és 1935-ben jelentős versenyen már nem vett részt. Ettől az időtől kezdve már több alkalommal tornavezetőként működött közre Magyarországon és külföldön nemzetközi mesterversenyeken. 1935-ben a „Távsakkszövetség” távsakkmesteri (nemzetközi levelezési mester) címet adományozott neki.
Az 1935-ös Euwe–Aljechin világbajnoki mérkőzés bírája, egyben a később világbajnoki címet elnyerő Max Euwe hivatalos szekundánsa volt. Ő volt a versenyvezetője a világbajnoki mérkőzés visszavágójának is 1937-ben, amelyen Aljechin visszaszerezte címét.
1936-ban vett részt utoljára jelentős nemzetközi versenyeken. Drezdában, az Aljechin által nyert tornán jó játékkal a 3–4. helyen végzett. Zandvoortban, ahol elindult a világbajnok Max Euwe is, Maróczy az 5–6. helyet szerezte meg. Ez volt utolsó egyéni nemzetközi versenye. Utolsó nagy nemzetközi megmérettetése az 1936-os sakkolimpián való részvétel volt, amelyen kora miatt már nem akart játszani, de végül mégis csatasorba állt.

### Sakkolimpiákon

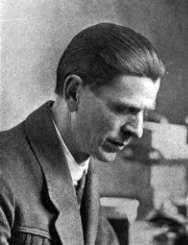

Az első, még nem hivatalos sakkolimpián az amatőrök között nem engedték elindulni. Később ezt a tilalmat feloldották, és négy sakkolimpián vehetett részt.
Az 1927. évi londoni sakkolimpián szövetségi kapitánya és első táblás játékosa volt az olimpiai aranyérmet nyert magyar válogatottnak. Az első táblán elért 75%-os eredményével (12 játszmából 9 pont; 6 győzelem, 6 döntetlen) az egész mezőnyben a negyedik legjobb pontszerző volt. A csapat teljesítményére jellemző, hogy a 12 legjobb eredményt elérő játékos között négy magyar is helyet kapott. A válogatott tagjai Maróczy mellett Nagy Géza, Vajda Árpád, Havasi Kornél és Steiner Endre voltak. Maróczy csapatkapitányként jól kihasználta azt, hogy nem volt kötelezően előírt erősorrend, így világossal általában a támadó hajlamú Nagy Gézát és Havasit játszatta, akik jó teljesítménnyel hozták a pontokat. Ő az első táblán kiválóan helyt állt.
Az 1928. évi hágai sakkolimpiát a fizikai versenyszámokat magába foglaló olimpiához kapcsolódóan rendezték meg. A FIDE az olimpiai játékok eszméjéhez igazodva csak amatőr versenyzők indulását engedélyezte, így Maróczy Géza sem szerepelhetett a magyar csapatban. Ez a kitétel azt eredményezte, hogy a kor legerősebb játékosai nem indulhattak, így a színvonal jelentősen csökkent. Még a verseny idején ezt a szabályt eltörölték, azonban ezen az olimpián a változásokat már nem lehetett érvényesíteni. A versenyt végül, Maróczyt nélkülözve is a magyar csapat nyerte.
Az 1930-as sakkolimpián ismét a csapat kapitányaként és első táblásaként szerepelt. Az első fordulóban a csapat nagyarányú vereséget szenvedett a favorit lengyel válogatottól, ezt a hátrányt azonban sikerült lefaragniuk, sőt az utolsó fordulóban fél pont előnnyel Magyarország állt az élen. Az utolsó fordulóban a lengyelek egy gyenge csapattal mérkőztek, míg a magyarok a jóval erősebb hollandokkal, és az elért eredmények alapján a magyar csapat a második helyre szorult, és ezüstérmet nyert. A 60 éves Maróczy 12 játszmából 8 pontot szerzett (6 győzelem, 4 döntetlen, 2 vereség). A csapat tagjai voltak rajta kívül: Takács Sándor, Vajda Árpád, Havasi Kornél és Steiner Endre.
Az 1931-es sakkolimpián korára hivatkozással nem vállalta a játékot. Mivel a magyar válogatottnak nélküle csak a 10. helyet sikerült megszereznie, ezért a következő olimpia előtt már ismét számításba vették.
Az 1933-as sakkolimpiára mint csapatkapitány utazott ki, azonban Lilienthal Andor megbetegedése miatt felkészületlenül be kellett ugrania. Az első táblán így is értékes pontokat szerzett, még ha az eredménye (1 győzelem, 3 döntetlen, 2 vereség) el is maradt a korábbi teljesítményétől. A csapat a holtversenyes 3–5. helyen végzett, és bár sokan nem voltak megelégedve az eredménnyel, többen előrelépésnek tekintették az előző olimpia kudarca után.
Az 1936-os berlini nem hivatalos olimpián eredetileg csak csapatkapitányként vett volna részt, azonban a harmadik fordulótól már ő is beszállt, és 2 győzelem, 8 döntetlen mellett csak 1 alkalommal szenvedett vereséget. 66 éves korában több mint 50%-os eredményével járult hozzá a veretlenül győztes magyar csapat aranyérméhez.
Csapatkapitányként kiváló vezető volt, nagyon tudta lelkesíteni a csapatot, soha nem idegeskedett, senkinek nem tett szemrehányást. Kedves, biztató mosolya felszabadította a rejtett erőtartalékokat is. Mint szekundáns fáradságot nem ismerőén, gyakran hajnalig tartó elemzésekkel segített a függőt játszóknak. Óriási tapasztalata, lényegre mutató megjegyzései, technikája nagy hasznára vált a csapatnak. Angol nyelvtudása nagyban segítette a kisebb-nagyobb problémák megoldását. Az angolok tiszteletbeli angolnak tekintették, nagyon szerették, becsülték, nem is csupán sakkozói nagysága miatt, hanem kiváló emberi tulajdonságaiért. Ebben a véleményben az egész sakkvilág osztozott, mindenütt nagyon népszerű volt.
Olimpiai eredményeinek emlékét a világon egyedülálló sakkolimpiai emlékmű is őrzi Pakson.

### Játékstílusa
1899-ben, a londoni mesterversenyen elért 2. helyezése után így értékelték a játékát: „...csak mellékesen sakkmester, s tehetségének megítélésére nézve annál jelentősebb, mert neki itthon nincs igen alkalma egyrangu több játékossal játékát fejleszteni. Ez az oka talán, hogy játéka óvatos, taktikus, inkább védekező és csak mikor biztos, akkor csap le, mint az ülü, prédájára, s hogy kevés játékot veszt, de aránylag sok az eldöntetlen”.
Játékát fénykorában is inkább a tudatosság, a célszerűség és a küzdőképesség jellemezte, és nem a csillogás. „A hidegvérű, mindenkor visszaütésre kész aktív védekezés sorozatos mintapéldányait produkálta, és ennek a stílusnak elsősorban a duzzadó optimizmusú ellenfelek látták kárát.” Capablanca exvilágbajnok egy 1942-es rádióinterjújában a következőket mondta Maróczyról: „Mint sakkozónak, csak egy kissé több képzelőerőre és támadószellemre volna szüksége. Pozicióítélete, az igazi mester legegyénibb tulajdonsága, kifogástalan a táblán előforduló harc bonyodalmai közben. Pontosan játszik és kitűnő végjátékos, neves szakértő a vezérvégjátékok terén.” Capablanca idézi Teichman nagymestert is, aki szerint: „Maróczy igen mélyenjáró játékos és a végjátékokat kitűnően kezeli. Jó formában az ilyen versenyen igen veszélyes ellenfél”.
Bár a kor egyik legerősebb sakkozójának tartották, talán ez a védekező stílusa eredményezte azt, hogy a pályafutása alatti világbajnokok ellen negatív volt a mérlege. Wilhelm Steinitzcel öt alkalommal találkozott, egy alkalommal nyert, kétszer vesztett, és egy játszma döntetlenül végződött; Emanuel Lasker ellen öt vereség mellett csak két döntetlent sikerült elérnie, de megemlítendő, hogy az ötből négy vereség még 1902 előttről származott; Capablanca ellen háromszor kapott ki, és öt alkalommal ért el döntetlent, igaz ebből egy döntetlen kivételével minden játszmájuk ötven éves kora utáni, míg Aljechin ellen, már ötven éves korán túl, hat alkalommal szenvedett vereséget, de öt alkalommal döntetlent ért el. Egyedül tanítványa, Max Euwe ellen sikerült majdnem elérnie az egyensúlyt, de még akkor, amikor Euwe nem volt világbajnok. Őt öt alkalommal sikerült legyőznie, igaz hat alkalommal vesztesként állt fel, emellett 14 alkalommal játszottak döntetlent.

### Legjelentősebb eredményei
Pályafutása során 67 nagyobb nemzeti vagy nemzetközi mesterversenyen vett részt, ezek mintegy felében a dobogón végzett: 13 alkalommal az első, 16 alkalommal a második, és 7 alkalommal a harmadik helyet szerezte meg.
Első helyezések:
- Hastings, 1895, főtorna (mesteri cím szerzése)
- Bécs, Kolisch-emlékverseny, 1899
- München, nemzetközi mesterverseny, 1900 (1–3.)
- Monte-Carlo, nemzetközi mesterverseny, 1902
- Monte-Carlo, nemzetközi mesterverseny, 1904
- Oostende, nemzetközi mesterverseny, 1905
- Barmen, nemzetközi mesterverseny, 1905 (1–2.)
- Bécs, nemzetközi mesterverseny 1908 (1–3.)
- Amszterdam, köri verseny (1922)
- Karlsbad, nemzetközi mesterverseny, 1923 (1–3.)
- Hastings, nemzetközi mesterverseny, 1924
- Koppenhága, nemzetközi mesterverseny, 1927
- Budapest, nemzeti mesterverseny, 1932

Második helyezések:
- Nürnberg, nemzetközi mesterverseny, 1896 (Emanuel Lasker világbajnok mögött)
- London, nemzetközi mesterverseny, 1899 (2–4.) (Emanuel Lasker világbajnok mögött)
- Monte-Carlo, nemzetközi mesterverseny, 1903 (Siegbert Tarrasch mögött)
- Bécs, elhárított királycsel verseny, 1904 (Carl Schlechter mögött)
- Oostende, nemzetközi mesterverseny, 1906 (Carl Schlechter mögött)
- Koppenhága, nemzetközi mesterverseny, 1907 (Paul Saladin Leonhardt mögött)
- Karlsbad, nemzetközi mesterverseny, 1907 (2–3.) (Akiba Rubinstein mögött)
- Amszterdam, nemzetközi mesterverseny, 1920 (Réti Richárd mögött)
- Amszterdam, köri verseny, 1922 (Max Euwe mögött)
- Weston Super Mare, mesterverseny, 1922 (J. H. Blake mögött)
- Liverpool, mesterverseny, 1923 (Jacques Mieses mögött)
- Hastings, nemzetközi mesterverseny, 1923 (Max Euwe mögött)
- Lake Hopatcong, pánamerikai bajnokság, 1923 (José Raúl Capablanca világbajnok mögött)
- Chicago, mesterverseny, 1926 (Frank Marshall mögött)
- Scarborough, nemzetközi mesterverseny, 1930 (Edgard Colle mögött)
- Scheveningen, nemzetközi mesterverseny, 1933 (Salo Flohr mögött)

### Sakkelméleti munkássága
A kezdőktől a haladókig minden szintnek szánt oktatókönyvei, valamint az általa szerkesztett tornakönyvek mellett a sakkelmélethez is hozzájárult, több megnyitási változatot is róla neveztek el. A legismertebb a Maróczy-felállás a szicíliai védelemben, pedig először nem is ő alkalmazta, hanem ellene játszották meg 1904-ben, de ezt követően ő vezette be a versenygyakorlatba.
A róla elnevezett megnyitási változatok:
- Maróczy-felállás a szicíliai védelem O'Kelly-változatában (ECO B28): 1.e4 c5 2.Hf3 a6 3.c4
- Maróczy-felállás a szicíliai védelemben (ECO B36): 1.e4 c5 2.Hf3 Hc6 3.d4 cxd4 4.Hxd4 g6 5.c4
- Maróczy-védelem a Pirc-védelemben (ECO B07): 1.e4 d6 2.d4 e5
- Maróczy-csel (ECO C40): 1.e4 e5 2.Nf3 d5 3.exd5 Bd6
- Maróczy-csel a Caro–Kann-védelem ellen (ECO B12): 1.e4 c6 2.d4 d5 3.f3 dxe4 4.fxe4 e5 5.Hf3 exd4 6.Fc4
- Maróczy-felállás a szicíliai védelem sárkány változatában (ECO B74): 1.e4 c5 2.Hf3 d6 3.d4 cxd4 4.Hxd4 Hf6 5.Hc3 g6 6.Fe3 Fg7 7.Fe2 Hc6 8.O-O O-O 9.Hb3 Fe6 10.f4 Ha5
- Maróczy-változat a négyes huszárjátékban (ECO C49): 1.e4 e5 2.Hf3 Hc6 3.Hc3 Hf6 4.Fb5 Fb4 5.O-O O-O 6.d3 d6 7.He2
- Maróczy-változat az Aljechin-védelem ellen (ECO B02): 1.e4 Hf6 2. d3
- Maróczy-változat a Caro–Kann-védelem ellen (ECO B12): 1.e4 c6 2.d4 d5 3.f3
- Maróczy-változat a francia védelemben (ECO C14): 1.e4 e6 2.d4 d5 3.Hc3 Hf6 4.Fg5 Fe7 5.e5 Hfd7 6.h4 a6
- Maróczy-féle „elefántcsel” (ECO C40): 1.e4 e5 2.Hf3 d5 3.exd5 Fd6
- Maróczy–Wallis-változat a francia védelemben (ECO C18): 1.e4 e6 2.d4 d5 3.Hc3 Fb4 4.e5 c5 5.a3 cxd4 6.axb4 dxc3

### Válogatott játszmái
|    | |    |    |    |    |    |    |
|    | \| \| \| \| \| \| \| \| \| \| \| \| \| \| \| \| \| \| \| \| \| \| \| \| \| \| \| \| \| \| \| \| \| \| \| \| \| \| \| \| \| \| \| \| \| \| \| \| \| \| \| \| \| \| \| \| \| \| \| \| \| \| \| \| \| \| \| \| \| \| \| \| |    |    |    |    |    |    |
|    | |    |    |    |    |    |    |
| a8 | b8 | c8 | d8 | e8 | f8 | g8 | h8 |
| a7 | b7 | c7 | d7 | e7 | f7 | g7 | h7 |
| a6 | b6 | c6 | d6 | e6 | f6 | g6 | h6 |
| a5 | b5 | c5 | d5 | e5 | f5 | g5 | h5 |
| a4 | b4 | c4 | d4 | e4 | f4 | g4 | h4 |
| a3 | b3 | c3 | d3 | e3 | f3 | g3 | h3 |
| a2 | b2 | c2 | d2 | e2 | f2 | g2 | h2 |
| a1 | b1 | c1 | d1 | e1 | f1 | g1 | h1 |

| a8 | b8 | c8 | d8 | e8 | f8 | g8 | h8 |
| a7 | b7 | c7 | d7 | e7 | f7 | g7 | h7 |
| a6 | b6 | c6 | d6 | e6 | f6 | g6 | h6 |
| a5 | b5 | c5 | d5 | e5 | f5 | g5 | h5 |
| a4 | b4 | c4 | d4 | e4 | f4 | g4 | h4 |
| a3 | b3 | c3 | d3 | e3 | f3 | g3 | h3 |
| a2 | b2 | c2 | d2 | e2 | f2 | g2 | h2 |
| a1 | b1 | c1 | d1 | e1 | f1 | g1 | h1 |

Zambelly Károly–Maróczy Géza, levelezési játszma, 1897, Maróczy-csel (ECO C40)
1.e4 e5 2.Hf3 d5 3.exd5 Fd6 4.Hc3 Hf6 5.Fb5+ c6 6.Fa4 e4 7.dxc6 O-O 8.Hd4 bxc6 9.Hxc6 Vb6 10.Hxb8 Bxb8 11.Fb5 Bd8 12.O-O Fxh2+ 13.Kxh2 Hg4+ 14.Kg3 Vc7+ 15.f4 exf3+ 16.Kxf3 Bd4 17.d3 Fb7+ 18.He4 Fxe4+ 19.Kxg4 Vh2 20.dxe4 Vxg2+ 21.Kh4 Bxb5 22.Vxd4 Bh5+ 23.Kxh5 Vh3+ 24.Kg5 h6+ 25.Kf4 g5+ 26.Ke5 Ve6 matt 0-1
Maróczy Géza–Mihail Csigorin, Bécs, 1903. elfogadott királycsel (ECO C37)
1. e4 e5 2. f4 exf4 3. Hf3 g5 4. Fc4 g4 5. Hc3 gxf3 6. Vxf3 d6 7. d4 Fe6 8. Hd5 c6 9. O-O cxd5 10. exd5 Ff5 11. Fxf4 Fg6 12. Fb5+ Hd7 13. Bae1+ Fe7 14. Fxd6 Kf8 15. Bxe7 Hxe7 16. Be1 Kg7 17. Fxe7 Va5 18. Ve2 Hf8 19. Ff6+ Kg8 20. Ve5 h6 21. Fxh8 f6 22. Ve7 Kxh8 23. Vxf6+ Kg8 24.Be7 1-0
|    | |    |    |    |    |    |    |
|    | \| \| \| \| \| \| \| \| \| \| \| \| \| \| \| \| \| \| \| \| \| \| \| \| \| \| \| \| \| \| \| \| \| \| \| \| \| \| \| \| \| \| \| \| \| \| \| \| \| \| \| \| \| \| \| \| \| \| \| \| \| \| \| \| \| \| \| \| \| \| \| \| |    |    |    |    |    |    |
|    | |    |    |    |    |    |    |
| a8 | b8 | c8 | d8 | e8 | f8 | g8 | h8 |
| a7 | b7 | c7 | d7 | e7 | f7 | g7 | h7 |
| a6 | b6 | c6 | d6 | e6 | f6 | g6 | h6 |
| a5 | b5 | c5 | d5 | e5 | f5 | g5 | h5 |
| a4 | b4 | c4 | d4 | e4 | f4 | g4 | h4 |
| a3 | b3 | c3 | d3 | e3 | f3 | g3 | h3 |
| a2 | b2 | c2 | d2 | e2 | f2 | g2 | h2 |
| a1 | b1 | c1 | d1 | e1 | f1 | g1 | h1 |

| a8 | b8 | c8 | d8 | e8 | f8 | g8 | h8 |
| a7 | b7 | c7 | d7 | e7 | f7 | g7 | h7 |
| a6 | b6 | c6 | d6 | e6 | f6 | g6 | h6 |
| a5 | b5 | c5 | d5 | e5 | f5 | g5 | h5 |
| a4 | b4 | c4 | d4 | e4 | f4 | g4 | h4 |
| a3 | b3 | c3 | d3 | e3 | f3 | g3 | h3 |
| a2 | b2 | c2 | d2 | e2 | f2 | g2 | h2 |
| a1 | b1 | c1 | d1 | e1 | f1 | g1 | h1 |

Forgács Leó–Maróczy Géza, Budapest, 1902, Szt. György védelem (ECO B00)
1.e4 a6 2.d4 e6 3.f4 d5 4.e5 c5 5.c3 b5 6.Fd3 Hc6 7.Hf3 Fd7 8.Fe3 Hh6 9.dxc5 b4 10.Hd4 Va5 11.a3 bxc3 12.Hxc6 cxb2+ 13.Hxa5 bxa1=V 14.c6 Fc8 15.Va4 Hf5 16.Fa7 Fxa3 17.c7+ Fd7 18.Fb8 Fxa4 19.c8=V+ Ke7 20.Vb7+ Kf8 21.Vxa8 Fb4+ 22.Kf1 g5 23.Fc7+ Kg7 24.Vxa6 Vb2 25.Fb6 Vc1+ 26.Kf2 Vxh1 27.Ff1 Vxh2 0-1
Maróczy Géza–Frank Marshall, Karlovy Vary, 1907. négyes huszárjáték (ECO C48)
1. e4 e5 2. Hf3 Hc6 3. Hc3 Hf6 4. Fb5 Hd4 5. Hxe5 Fb4 6. Fe2 Ve7 7. Hd3 Fxc3 8. dxc3 Hxe2 9. Vxe2 Vxe4 10. Fe3 O-O 11. O-O-O d6 12. f3 Vc4 13. Fd4 Be8 14. Vf2 Ff5 15. b3 Va6 6. Fxf6 Fxd3 17. Bxd3 gxf6 18. Kb2 Be6 19. Be1 Bae8 20. Bde3 Kf8 21. Bxe6 Bxe6 22. Bxe6 fxe6 23. Vh4 Kg7 24. Vg4+ Kf7 25. Vh5+ Kg7 26. Ve8 Ve2 27. Ve7+ Kg6 28. Vf8 e5 29. Vg8+ Kh6 30. Vf8+ Kg6 31. Vg8+ Kh6 32. h4 Vf2 33. Vf8+ Kg6 34. h5+ Kxh5 35. Vg7 Vd2 36. Vxh7+ Vh6 37. g4+ Kg5 38. Vxc7 Kf4 39. Vxb7 Vh1 40. Vb4+ Kxf3 41. Vxd6 Kxg4 42. c4 e4 43. c5 f5 44. c6 Vh8+ 45. c3 e3 46. Vg6+ Kf4 47. c7 e2 48. Ve6 Kf3 49. Vxf5+ Kg2 50. Vg4+ Kf2 51. Vf4+ Kg2 52. Ve3 Kf1 53. Vf3+ Ke1 54. Vf4 Vc8 55. Vd6 Kf2 56. Vd8 e1=V 57. Vxc8 Vd2+ 58. Ka3 Vc1+ 59. Ka4 Vf4+ 60. c4 1-0
Maróczy Géza–Milan Vidmar, Ljubljana, 1922, olasz játék, skót csel (ECO C55)
1.e4 e5 2.Hf3 Hc6 3.Fc4 Hf6 4.d4 exd4 5.O-O Fc5 6.e5 d5 7.exf6 dxc4 8.Be1+ Fe6 9.Hg5 Fd5 10.Hc3 Ff5 11.Hce4 Ff8 12.Hxf7 Kxf7 13.Hg5+ Kg8 14.g4 Fxf6 15.Bxe6 Fd8 16.Ff3 Fd7 17.Be7 (Vxe5-re 18. Vd5 és matt) 1-0
Willem Shelfhout–Maróczy Géza, Amszterdam, 1920, elhárított királycsel (ECO C30)
1. e4 e5 2. f4 Fc5 3. Hf3 d6 4. Hc3 Hc6 5. Fb5 Hge7 6. fxe5 dxe5 7. d3 O-O 8. Fg5 Vd6 9. Vd2 Hd4 10. Fc4 c6 11. Bf1 b5 12. Fb3 a5 13. a3 Hxb3 14. cxb3 Hg6 15. O-O-O b4 16. axb4 axb4 17. He2 Fe6 18. Kc2 Fd4 19. Hexd4 Vc5+ 20. Kb1 exd4 21. Bc1 Ba1+ 22. Kxa1 Va5+ 23. Kb1 Fxb3 0-1

## Főbb művei
- Szemere Imre, Maróczy Géza: A Sakkjáték Kézikönyve (1900)[185]
- A sakk, Stampfel-féle Könyvkiadó, Budapest (1907 és 1923)
- Paul Morphy élete és játszmái (német nyelven: Sammlung der von Ihm Gespielten Partien), Lipcse, Veit et Comp (1909 és 1925)
- Maróczy's hundert Schachpartien, Schachverlag B. Kagan Berlin (1921)
- The book of the London International Chess Congress 1922 (London, 1923)
- III. Internationales Schachturnier in Karlsbad (1923)
- 20 Partien des New-Yorkes Turniers von Grossmeister Maróczy gespielt und von Ihm selbst glossiert Berlin (1924)
- A sakk. Útmutatás a sakkjáték megtanulására; 2. bőv. kiad.; Stampfel, Budapest, 1926 (Tudományos zsebkönyvtár)
- Die französische Verteidigung, Walter de Gruyter, Lipcse (1927)
- Abonyi István, Exner Kornél, Maróczy Géza: Fejezetek a magyar sakktörténetből (1929)[186]
- A modern sakk vezérkönyve, Pantheon, Budapest (1940)
- A kezdő sakkozó vezérkönyve, Pantheon, Budapest (1941)
- A haladó sakkozó vezérkönyve, Pantheon, Budapest (1942)
- Százhúsz érdekes játszmám, Pantheon, Budapest (1942)
- Így kezdtem, Pantheon, Budapest (1942)
- Végjátékok és játszmák, Pantheon, Budapest (1943)
- Világversenyek élén, Pantheon, Budapest (1943)
- Maróczy tanít, 1. A sakkjáték elemei. A sakk népszerű tanfolyama; Légrády, Bp., 1944 (A Magyar Sakkszövetség kiadványai)
- A megnyitások elmélete, Sport Lap- és Könyvkiadó Vállalat, Budapest (1951)
- Világversenyek élén; Maróczy Géza "Így kezdtem" és "Világversenyek élén" című köteteiből és kéziratos hagyatékából összeállította Barcza Gedeon; Athenaeum Ny., Budapest, 1977

## A tiszteletére rendezett versenyek

### Életében
Az 1925-ös debreceni mesterversenyt Maróczy Géza mesteri címe megszerzésének harmincéves jubileuma alkalmából „Maróczy Géza jubileumi mesterversenynek” nevezték el.
1934-ben a Magyar Sakkszövetség az azévi nemzeti mesterversenyt Maróczy Géza sakkpályafutásának 50. évfordulója tiszteletére Maróczy jubiláris versenynek nevezte el.
70. születésnapjára 1940 márciusában „tiszteleti versenyként” két mesterversenyt is rendeztek. Egy nemzetközi versenyt, amelyen egykori tanítványa Max Euwe exvilágbajnok, Milan Vidmar jugoszláv nagymester, valamint Barcza Gedeon, Szabó László, Balla Zoltán és G. Réthy Pál vett részt. A mesterversenyen pedig magyar mesterek ültek asztalhoz, köztük Steiner Endre, Füstér Géza és Balogh János.
1941-ben vándordíjat alapítottak a tiszteletére, amelyért a legerősebb magyar mesterek mérkőzhettek meg.

### Halála után
Az első Maróczy-emlékversenyt nem sokkal halála után, 1951. augusztusban rendezték, amelyen 13 mester és három mesterjelölt vett részt. A versenyt Kluger Gyula nyerte.
Emlékére több alkalommal rendeztek nemzetközi nagymesterversenyt. Először 1952-ben, amelyet Paul Keres nyert meg Jefim Geller előtt, a harmadik helyen holtversenyben a világbajnok Mihail Botvinnik, a leendő világbajnok Vaszilij Szmiszlov és a többszörös világbajnokjelölt Gideon Ståhlberg végzett.
A második Maróczy-emlékversenyt halálának 10. évfordulóján 1961-ben rendezték. Ezen az I/A osztályú, azaz legmagasabb besorolású tornán tíz nemzetközi nagymester és öt nemzetközi mester vett részt. A győzelmet az előző évi szovjet bajnok, későbbi világbajnoki döntős Viktor Korcsnoj szerezte meg, a második helyen holtversenyben a korábbi világbajnoki döntős David Bronstejn és a világbajnokjelölt csehszlovák nagymester Miroslav Filip végzett. A vert mezőnyben volt a korábbi világbajnok Vaszilij Szmiszlov, és a magyar nagymesterek, az ekkor még fiatal Portisch Lajos, valamint Barcza Gedeon és Bilek István is. Ezen a versenyen nagymesteri normát teljesített Dely Péter, de ekkor még csak a nemzetközi mester címet kaphatta meg.
Születésének 100. évfordulója alkalmából 1970-ben Debrecenben rendezték a IV. Debreceni Nemzetközi Sakkfesztivált, Maróczy Géza jubileumi versenyt, amelyen öt nagymester és hét nemzetközi mester vett részt. A győzelmet Bilek István nagymester szerezte meg a szovjet-ukrán Vlagyimir Szavon nagymester és a fiatal Ribli Zoltán előtt.
1997-ben szülővárosa, Szeged rendezett XIII-as kategóriájú tornát, amelyet a nagymester normát teljesítő kínai Csang Csung nyert meg Atalik és Oll előtt.
2020-ban, születésének 150. évfordulója alkalmából szülővárosa, Szeged emlékversenyt tervezett.

## Emlékezete

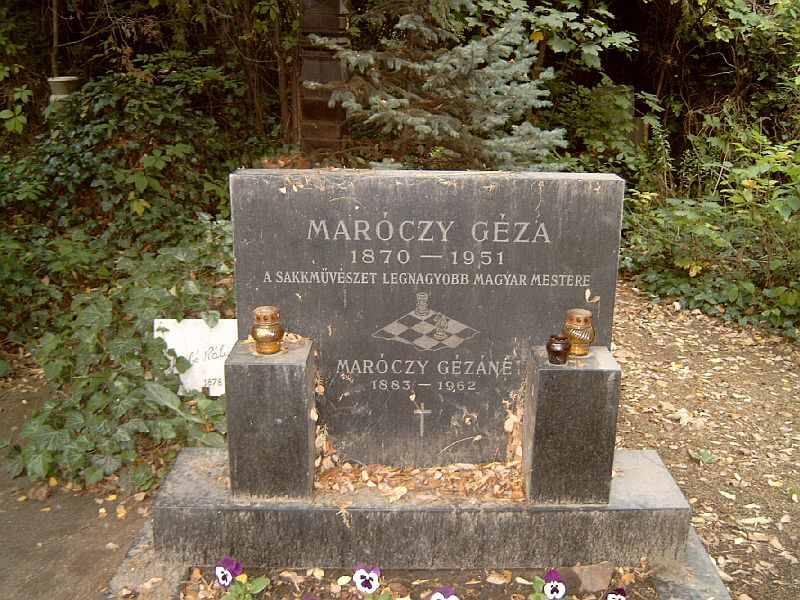
Sírja Budapesten. Kerepesi temető: 33/3-1-3/4

Az ő tiszteletére hozta létre a Magyar Sakkszövetség a Maróczy Géza-díjat, amelyet évente egyszer adnak át.
2020-at, születésének 150. évfordulóját a Magyar Sakkszövetség Maróczy-emlékévnek nyilvánította.
A magyar sakkcsapat-bajnokságok egyik csoportját Maróczy-csoportnak nevezik.
A sakkozó utánpótlásképzés legmagasabb szinten a Maróczy Géza nevét viselő Központi Sakkiskolában folyik.
Emlékét őrzik még az alábbi helyeken:
- Az újszegedi Tisza-parti Általános Iskola előtti tér 2004-től a nevét viseli.[201]
- A paksi Sakkolimpia Emlékmű előtti sétány a nevét viseli.[202]
- Szegeden a Török u. 6. sz. ház falán emléktábla jelzi egykori lakhelyét.
- Emléktáblája Budapesten a II. János Pál pápa tér 16. számú ház falán található.
- Szülővárosa, Szeged sakkcsapata a Maróczy Géza SE nevet viseli.[203]

Síremlékét 1964-ben avatták a Kerepesi (ma Fiumei) úti temetőben, az avatón részt vett és beszédet mondott egykori világbajnok tanítványa Max Euwe is.